# Élections législatives norvégiennes de 1961
Les élections législatives norvégiennes de 1961 (Stortingsvalet 1961, en norvégien) se sont tenues le 11 septembre 1961, afin d'élire les cent cinquante députés du Storting pour un mandat de quatre ans.

## Résultats
Bien que le Parti travailliste perde la majorité absolue qu'il avait à la mandature précédente, il conserve le pouvoir.
| Partis                     | Nombre de votes | %      | Nombre de sièges | +/-     |
| Parti travailliste         | 860 526         | 46,8 % | 74               | - 4     |
| Parti conservateur         | 354 369         | 19,3 % | 29               | 0       |
| Parti populaire chrétien   | 171 451         | 9,3 %  | 15               | + 3     |
| Parti libéral              | 132 429         | 7,2 %  | 14               | - 1     |
| Parti du centre            | 125 643         | 6,8 %  | 16               | + 1     |
| Centristes - Libéraux      | 75 822          | 4,1 %  | _                | _       |
| Parti communiste           | 53 678          | 2,9 %  | 0                | - 1     |
| Parti du peuple socialiste | 43 996          | 2,4 %  | 2                | Nouveau |
| Chrétiens - Conservateurs  | 19 409          | 1,1 %  | _                | -       |
| Autres                     | 2 838           | 0,1 %  | _                | _       |
| Total                      | 1 850 548       | 100 %  | 150              | 0       |